# Фідман Володимир Іванович
Володимир Іванович Фідман (нар. 1884, Одеса — пом. 1949, Москва) — радянський архітектор, графік, плакатист; член Живскульптарху у 1919—1920 роках та Асоціації нових архітекторів з 1923 року.

## Біографія
Народився у 1884 році в Одесі. У 1899—1904 роках навчався в Одеській художній школі; у 1904—1907 роках — в Імператорській академії мистецтв. З 1909 по 1912 рік працював асистентом в архітектора Романа Клейна в Москві. У 1918—1922 роках продовжив навчання у Вільних художніх майстернях у Івана Жолтовського. З 1921 року працював у Інституті художньої культури. У 1930—1934 роках викладав архітектурний малюнок в Московському архітектурному інституті.
Помер в Москві у 1949 році.

## Творчість
У 1920-ті — 1930-ті роки брав участь в конкурсах архітектурних проєктів: 
- лікарні для Самарканда;
- Державної бібліотеки імені В. І. Леніна, Палацу Рад і павільйонів Всесоюзної сільськогосподарської виставки для Москви;
- Будинки індустрії для Свердловська та інших[1].

Працював в галузі книжкової та журнальної графіки, виконав низку плакатів, зокрема:
- «Друга річниця Червоної армії» (1920);
- «Всеросійська сільськогосподарська виставка…» (1923).